# Mixcloud
Mixcloud — британская онлайн-платформа для распространения звуковой информации. Платформа позволяет размещать радиошоу, диджейские миксы и подкасты.

## История
Mixcloud была основана как стартап компания в 2008 году выходцами из Кембриджского университета Никхилом Шахом и Нико Пересом.
В 2012 году у Mixcloud было более 3 миллионов активных пользователей и более 500 тысяч зарегистрированных пользователей. В октябре 2017 года Mixcloud подписал лицензионное соглашение с Warner Music.

## О платформе
Mixcloud позволяет всем пользователям прослушивать и загружать аудиоконтент бесплатно. Зарегистрированные пользователи могут загружать радиошоу, диджейские миксы и подкасты, а также продвигать свой контент. 
В 2011 году Mixcloud увеличил лимит загружаемого контента до 500 МБ.
В апреле 2024 года Mixcloud ограничил доступ к своей платформе для российских IP-адресов.